# Potiche (Albacete)
Potiche es una localidad española del municipio de Bogarra, perteneciente a la provincia de Albacete, en la comunidad autónoma de Castilla-La Mancha.

## Historia
En la segunda mitad del siglo XIX, el lugar, descrito como una aldea y ya por entonces perteneciente a Bogarra, tenía contabilizada una población de 78 habitantes.
En 2022, la entidad singular de población tenía empadronados 27 habitantes y el núcleo de población 23 habitantes.